# Cameley
Cameley är en ort i Temple Cloud with Cameley, Bath and North East Somerset, Storbritannien. Den ligger i grevskapet Somerset och riksdelen England, i den södra delen av landet, 170 km väster om huvudstaden London. Cameley ligger 110 meter över havet och antalet invånare är 1 286.
Terrängen runt Cameley är platt åt nordost, men åt sydväst är den kuperad. Runt Cameley är det ganska tätbefolkat, med 144 invånare per kvadratkilometer. Närmaste större samhälle är Bristol, 15,6 km norr om Cameley. Trakten runt Cameley består i huvudsak av gräsmarker.